# Грохот-знепилювач

Рис. – Схема грохота-знепилювача: 1	– короб; 2 – віброзбуджувач; 3 – віброізолятори; 4 – шарніри; 5 – завантажувальний пристрій; 6,7,8 – сито; 9 – патрубок для подачі повітря; 11 – камера; 12 – розвантажувальний пристрій знепиленого продукту; 13 – воронка; 14 – розвантажувальний пристрій пилу.

Грохот-знепилювач або вібраційний знепилювач
На базі грохота ГІЛ-62 створений вібраційний знепилювач  (рис.). У серійного грохота змінена конструкція короба 1, який спирається на пружинні віброізолятори 3. Коливання коробу надається від віброзбуд-жувача 2. Особливості конструкції знепилювача – наявність трьох сит з шарнірами, що дозволяють змінювати кут нахилу робочих поверхонь. Вихідне живлення через завантажувальний пристрій 5 надходить на перше сито 6, де відбувається його розподіл по всій поверхні і попереднє просівання, потім матеріал відходить на друге послідовно розташоване сито 7, де відбувається його знепилювання і частково просівання. Друге сито закріплене зі значним похилом, завдяки чому матеріал переміщається не тільки за рахунок вібрацій, а й під дією сили ваги. Остаточне просівання і знепилювання здійснюється на третьому ситі 8, також встановленому послідовно, але з меншим похилом. Повітря для знепилювання подають через вхідний патрубок зверху. Таким чином, на частинки, що знаходяться на поверхні сит, діють сили тяжіння і динамічний вплив повітря, причому обидві сили спрямовані в один бік – вниз.
Знепилений продукт з сит видаляється через розвантажувальний пристрій 12, а пил через воронку 13 і пристрій 14 направляють в циклон для вловлювання тонкого пилу.
Продуктивність знепилювання по живленню становить 100-150 т / с, площа сит 5 м2, ширина щілини на ситах 3-6 мм, ефективність вилучення пилу в підрешітний продукт 70% .